# Località bandiere blu in Italia (2013)
Elenco delle località italiane insignite della bandiera blu dalla FEE per l'anno 2013.

## Abruzzo
- Martinsicuro
- Alba Adriatica
- Tortoreto
- Giulianova
- Roseto degli Abruzzi
- Pineto
- Silvi
- Francavilla al Mare
- Ortona
- San Vito Chietino
- Rocca San Giovanni
- Fossacesia
- Vasto - Punta Penna, Vignola San Nicola
- San Salvo

## Basilicata
- Maratea

## Calabria
- Cirò Marina
- Roccella Ionica
- Melissa - Torre Melissa

## Campania
- Anacapri - Punta Faro e Gradola
- Massa Lubrense
- Positano
- Agropoli
- Castellabate
- Montecorice - Agnone e Capitello
- Pollica - Acciaroli e Pioppi
- Casal Velino
- Ascea
- Pisciotta
- Centola - Palinuro
- Vibonati
- Sapri

## Emilia-Romagna
- Comacchio - Lidi Comacchiesi
- Ravenna - Lidi Ravennati
- Cervia
- Cesenatico
- San Mauro Pascoli - San Mauro Mare
- Bellaria-Igea Marina
- Misano Adriatico
- Cattolica

## Friuli Venezia Giulia
- Grado
- Lignano Sabbiadoro

## Lazio
- Anzio
- Sabaudia
- San Felice Circeo
- Sperlonga
- Ventotene - Cala Nave

## Liguria
- Chiavari
- Lavagna
- Moneglia
- Camporosso
- Bordighera
- Lerici
- Fiumaretta di Ameglia
- Noli
- Loano
- Albisola Superiore
- Savona
- Spotorno
- Finale Ligure
- Albissola Marina
- Celle Ligure
- Varazze
- Bergeggi
- Sanremo - Imperatrice
- San Lorenzo al Mare
- Framura

## Lombardia
- Gardone Riviera

## Marche
- Gabicce Mare
- Pesaro
- Fano
- Mondolfo
- Senigallia
- Ancona - Portonovo
- Sirolo
- Numana
- Porto Recanati
- Potenza Picena - Porto Potenza Picena
- Civitanova Marche
- Porto Sant'Elpidio
- Porto San Giorgio
- Fermo - Lido, Marina Palmense
- Pedaso
- Cupra Marittima
- Grottammare
- San Benedetto del Tronto

## Molise
- Termoli
- Petacciato - Marina
- Campomarino

## Piemonte
- Cannobio
- Cannero Riviera

## Puglia
- Ostuni
- Fasano
- Polignano a Mare
- Rodi Garganico
- Castro
- Melendugno
- Otranto
- Salve
- Ginosa - Marina di Ginosa
- Monopoli - Lido Rosso, Castello S.Stefano e Capitolo

## Sardegna
- Santa Teresa Gallura - Rena Bianca, Capo Testa Ponente
- La Maddalena - Punta Tegge e Spalmatore
- Quartu Sant'Elena - Poetto
- Oristano - Torre Grande
- Castelsardo - Ampurias
- Palau - Palau Vecchio e Sciumara
- Tortolì - Lido di Orrì, Lido di Cea

## Sicilia
- Menfi
- Lipari - Lipari e Vulcano
- Ispica - Santa Maria del Focallo e Ciricà
- Ragusa - Marina di Ragusa

## Toscana
- Monte Argentario
- Follonica
- Castiglione della Pescaia
- Grosseto - Marina di Grosseto e Principina a Mare
- Cecina - Marina di Cecina, Gorette
- Piombino - Riotorto e Parco naturale della Sterpaia
- Livorno - Antignano e Quercianella
- San Vincenzo
- Bibbona - Marina di Bibbona
- Castagneto Carducci - Marina di Castagneto Carducci
- Rosignano Marittimo - Castiglioncello e Vada
- Forte dei Marmi
- Pietrasanta
- Camaiore
- Viareggio
- Pisa - Marina di Pisa, Tirrenia e Calambrone
- Carrara

## Trentino Alto Adige
Levico - Lido

## Veneto
- Venezia - Lido di Venezia
- Caorle
- San Michele al Tagliamento - Bibione
- Eraclea
- Jesolo
- Cavallino-Treporti